# Трећа далматинска ударна бригада
Трећа далматинска народно-ослободилачка ударна бригада формирана је 12. новембра 1942. у селу Брачевић (Врба), близу Мућа. Од Мосећког батаљона формирани су 1. и 2. батаљон бригаде, а од Мосорског батаљона формиран је 3. батаљон у који је 27. новембра ушла и Трогирско-рогозничка чета, јачине 100 бораца. Бригада је имала 560 бораца. Четврти батаљон чинило је око 200 бораца, од којих око 100 ненаоружаних. Била је под командом штаба 4. Оперативне зоне Хрватске до 12. фебруара 1943. кад је ушла у састав новоформиране Девете далматинске дивизије.
Први командант бригаде био је Бранко Дуде, народни херој, а политички комесар Мате Ујевић, народни херој.
У бици на Неретви водила је борбе на сектору Имотског, Посушја и Широког Бријега. При преласку Неретве и Прења 9. дивизија задужена је за транспорт и обезбеђење Централне болнице. Том приликом је цела дивизија, укључујући и Трећа далматинску бригаду захваћена тифусом.
Трећа далматинска бригада је реорганизована средином априла 1943. године у Невесињу, Попуњена је делом бораца из расформираних 4. и 5. далматинске бригаде, тако да је имала преко 1.200 бораца у пет батаљона и приштапске јединице.
Током битке на Сутјесци бори се у саставу Прве пролетерске, па затим 7. банијске дивизије. Због озбиљних губитака 6. јуна 1943. на Вучеву је бригада расформирана, а њено људство распоређено је у састав Прве пролетерске и Прве далматинске бригаде.
Поновно је формирана 8. септембра 1943. код Врлике од Групе батаљона. Бројала је 952 борца, од чега 70 жена. Ушла је у састав 9. дивизије и у њој је остала до краја рата. Учествовала је у борби против немачких снага у током одбране Сплита. Током новембра и децембра истакла се на правцима немачког наступање, током операције „Цитен“. Током десанта на Дрвар бригада је ангажована у оштрим борбама. Учествовала је у борбама за ослобођење Ливна, Дувна и Посушја. Истакла се у Книнској и Мостарској операцији. Ослободила је Паг, Раб, Црес и Лошињ. а током Тршћанске операције учествовала је у десанту на Истру.
У децембру 1944- имала је 1.747 бораца, (75 жена), а крајем марта 1945. 1.961 бораца, (81 жена). Одликована је Орденом народног хероја, Одликована је Орденом заслуга за народ са златном звездом и Орденом братства и јединства са златним венцем.
Кроз бригаду је прошло преко 4.000 бораца од којих је 2.110 бораца погинуло.

## Народни хероји бригаде
- Анте Билобрк
- Бранко Дуде
- Мате Ујевић